# Аймаутов, Джусупбек
Джусупбек (Жусупбек) Аймаутов (каз. Жүсіпбек Аймауытов; 8 марта 1889, село Баянаул, Павлодарский уезд, Семипалатинская область, Российская империя — 21 апреля 1930, Москва, РСФСР, СССР) — казахский и советский общественный деятель, многожанровый писатель, основоположник драмы и романа на казахском языке, учёный, просветитель, педагог и психолог. Член партии «Алаш», член народного совета правительства Алаш-Орды.

## Биография
Родился в 1889 году в Баян-Аульском районе Павлодарского уезда. Жил в бедной семье. Его прадеды Дандебай и Куан были уважаемыми и образованными людьми из знатного рода. С детства обучался арабской грамоте, кузнечному делу и резьбе по дереву. Происходит подрода Сүйінші рода Аргын.
В 18 лет Джусупбек одну зиму проучился в русской школе, затем два месяца в казённой сельскохозяйственной школе, где выучил русский язык. В 1911—1914 годах — аульный учитель, в 1914 году поступает в Семипалатинскую учительскую семинарию, которую заканчивает в 1919 году. Здесь он знакомится с Канышем Сатпаевым и Мухтаром Ауэзовым. Вместе с Ауэзовым в 1917 году он основывает казахскую молодёжную организацию «Жанар». Становится редактором журнала «Абай», который с 1918 года стал издавать в Семипалатинске с помощью Ауэзова. Позже классик казахской литературы Мухтар Ауэзов называл Аймаутова своим учителем.
Занимаясь в семинарии, Джусупбек Аймауытов попутно работал чеканщиком, столяром, плотником, сапожником, изготовлял домбры. Будучи семинаристом, он вместе с Ахметом Байтурсыновым, Миржакипом Дулатовым и другими деятелями национальной интеллигенции принимает активное участие в работе национальной партии «Алаш Орда».

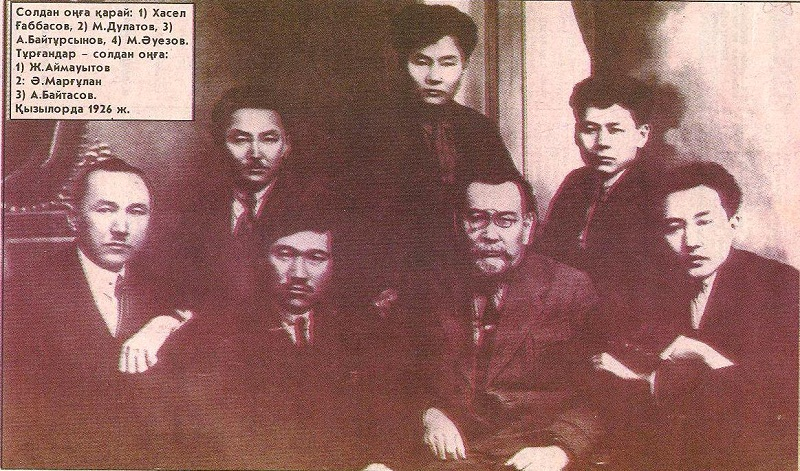
Деятели партии «Алаш». Слева направо: 1) Х. Габбасов 2) М. Дулатов 3) А. Байтурсынов 4) М. Ауезов. Стоят (слева направо): 1) Д. Аймаутов 2) А. Маргулан 3) А. Байтасов. Кзыл-Орда, 1926.

В 1919—1922 — член коллегии Наркомпроса республики, начальник Семипалатинского губернского отдела просвещения, редактор газеты «Казах тили». В 1922—1924 годах — учитель в Каркаралинске, в 1924—1926 — литературный сотрудник газеты «Ак жол» (Ташкент), в 1926—1929 — директор Чимкентского педагогического техникума. В 1929 году он переезжает в Кзыл-Орду для работы в газете «Енбекши казак».
Его статьи не понравились властям, и вскоре он был арестован по ложному обвинению в присвоении пожертвований, выделенных для голодающих Тургая, Кустаная, Актюбинска. Был оправдан. Но через непродолжительное время Аймаутов был снова арестован уже по обвинению в контрреволюционной деятельности и препровождён в Москву. Осуждён коллегией ОГПУ и расстрелян 21 апреля 1930 года в возрасте 41 года. Похоронен на Ваганьковском кладбище в братской могиле вместе с другими репрессированными. Творческое наследие Джусупбека Аймаутова в течение многих десятилетий было под запретом. И только 4 ноября 1988 года Верховный суд Казахстана полностью реабилитировал писателя ввиду отсутствия в его действиях состава преступления.

## Научные труды
Жусипбек Аймаутов — один из основоположников казахской педагогики и психологии. Он автор более десяти книг, сотни научных публикаций, учебников и учебных пособий по педагогике, психологии, этике. Некоторые из них: «Тәрбиеге жетекші» (Пособие для воспитателя, Оренбург, 1926), «Дидактика», «Психология» (Ташкент, 1927), «Сабақтың комплексті жүйесінің әдістері» (Комплексная система ведения уроков, Кызылорда, 1929), «Жан жүйесі және өнер таңдау» (Психология и выбор профессии, Москва, 1929) и др.

## Произведения
Впервые Жусипбек Аймаутов печатался в 1913 году в газете «Қазақ». В 1918 году он вместе с Ауэзовым издавал журнал «Абай», где они печатали свои статьи.
17 декабря 1917 года в Семипалатинске он поставил свою пьесу «Рабига». Одно из выдающихся его драматических произведений «Шернияз» (1925—1926 годы), посвященное памяти Султанмахмута Торайгырова, затрагивает проблему взаимоотношения города и села. В Семипалатинске Аймауытов поставил также спектакль «Биржан и Сара», в котором сыграл роль Биржана.
В 1926 году он написал свой первый из четырёх роман на казахском языке — «Карткожа», в котором создал собирательный образ казахского интеллигента, выходца из бедных слоёв на основе прототипа Карткожи Тоганбаева — писателя и полиглота.
Аймаутов стоит у истоков казахской драматургии. В 1916 году он написал пьесу на тему принудительной отправки казахов на тыловые работы Первой мировой войны. Организатор первых театральных групп, режиссёр-постановщик своих пьес на казахской сцене. О его незаурядном драматургическом даре свидетельствуют его пьесы «Рабига» (1920), «Ел қорғаны» (Защитник народа, 1925), «Мансапқорлар» (Карьеристы, 1925), «Шернияз» (1926) и др.

## Переводчик
Еще одна грань таланта писателя — блестящие переводы на казахский язык произведений А. Пушкина, Л. Толстого, М. Горького, Мопассана, Шекспира, Гюго, Тагора и др. авторов являются ярким доказательством языкового билингвизма Аймаутова, прекрасно владевшего русским языком. Именно он заложил научную основу художественного перевода в казахской литературе — статья «О переводе» («Аударма туралы») была написана им ещё в 1925 году.
Им также были переведены на казахский язык научные монографии «Краткий курс политической экономии» А. А. Богданова, «Краткое описание русской истории» М. Н. Покровского, «Азбука коммунизма» Н. И. Бухарина и Е. А. Преображенского, «Конституция РСФСР», «Вопросы и мысли» П. И. Стучки, учебник «Первые практические уроки по химии» С. Сазонова и В. Верховского и др..

## Неполная библиография
- «Рабиға», пьеса, Москва, 1920;
- «Сылаң қыз», пьеса, Ташкент, 1922;
- «Мансапқорлар», пьеса, Москва, 1925;
- «Ел қорғаны», пьеса, Ташкент, 1925;
- «Шернияз», пьеса, Семей, 1926;
- «Тау еліндегі оқиға», Ташкент, 1925;
- «Қартқожа», роман, Кызылорда, 1926;
- «Ақбілек», роман, Кызылорда, 1928;
- «Күнекейдің жазығы», повесть, Кызылорда, 1928;

## Память
- Его именем назван Павлодарский областной казахский музыкально-драматический театр.
- В честь Аймаутова Жусипбека названа школа-гимназия № 64 в г. Шымкент.
- В Астане, Шымкенте, Семее, Павлодаре, Кокшетау, Алматы и Баянауле его именем названы улицы.
- В 2003 году в аллее бюстов просветителей и академиков Павлодарского государственного университета имени С. Торайгырова был установлен бюст Аймаутова.
- В 2014 году в рамках празднования 125-летия великого писателя в Павлодаре напротив казахского музыкально-драматического театра был установлен памятник Аймаутову.